# Di tutti i colori
Di tutti i colori è un film del 2019 diretto da Max Nardari.

## Trama
Giorgio è un giovane e impenitente donnaiolo. Per colpa delle sue bugie e dei suoi tradimenti perde sia la casa che il lavoro. Alla disperata ricerca di un nuovo impiego, finisce a fare un colloquio come addetto alla manutenzione per gli uffici di una nota casa di moda. Per ottenere il posto flirta con Denis, responsabile del personale fingendosi gay e, ottenuto il lavoro, si ritrova costretto a continuare la sua recita.
Da quel momento comincia così a sdoppiarsi: di giorno è l'effeminato Giorgy e di sera, quando esce con gli amici, è Giorgio lo sciupafemmine! Poco esperto di lavori manuali, Giorgio combina un pasticcio dietro l’altro, sporcando di pittura il cagnolino Vogue, pupillo dello stilista Vladimiro e mascotte della Maison. Per una serie di fortunati eventi il cagnolino colorato diventerà il nuovo testimonial della campagna pubblicitaria della maison, capitanata da Salvo e Oreste, decretando così anche un'inaspettata ascesa di Giorgio all’interno dell'azienda. Il suo destino si intreccerà con quello di Olga, la bella nuova dirigente russa, giunta a Roma da poco, e dell'affascinante Massimo, l'antagonista di Giorgio, l'unico eterosessuale della Maison di moda, disposto a tutto pur di riuscire a conquistare la bella Olga. Olga in realtà, credendo che Giorgio sia gay, spesso si confida con lui, tanto da chiedergli di fingere di essere il suo fidanzato! Ma quando la madre viene a trovarla dalla Russia, tra i due comincerà a crearsi un’attrazione che non potranno esprimere, timorosi lui di perdere il lavoro, lei, che ha sempre avuto problemi con gli uomini, di innamorarsi di un gay. Massimo, non credendo nella finzione di Giorgio, riuscirà a scoprire la sua messinscena, ma proprio quando starà per rivelarla ad Olga, Giorgio stesso decide di fare "coming out", dichiarando a tutti di non essere gay e di amare Olga. Lei, furiosa per tutte le bugie che le ha detto, lo licenzia in tronco e non vuole mai più vederlo. Giorgio a quel punto sarà costretto a rincorrerla fino in Russia per farsi perdonare.

## Produzione
Il film, girato tra Roma e Mosca,  è stato prodotto dalle case di produzione italiane Bell Film e White Wolf production in coproduzione con le case di produzione russe Oda Film e Zori Film.

## Colonna sonora
Il compositore Franco Eco ha scritto la colonna sonora del film. Durante una sequenza del film è possibile anche sentire il brano musicale La ragnatela, scritto e interpretato dallo stesso regista Max Nardari.

## Distribuzione
Il film è uscito in Italia il 18 luglio 2019, e precedentemente nelle sale cinematografiche russe il 2 marzo 2017, distribuito da Paradise.